# Château de l'Hermitage (Écosse)
Pour les articles homonymes, voir Château de l'Hermitage.
Le château de l'Hermitage est un château écossais en ruines, à la frontière sud du pays. Son histoire et son apparence sont à l'origine de sa sinistre réputation.

## Historique
Le château de l'Hermitage daterait du XIIIe siècle. William de Soulis, un de ses premiers propriétaires fut accusé de sorcellerie. La légende veut qu'il ait été jeté vivant dans du plomb fondu par ses propres paysans. En réalité, il mourut en prison.
Il appartient aujourd'hui à l'institution Historic Scotland.